# Северо-Кавказская железная дорога
Се́веро-Кавка́зская желе́зная доро́га (СКЖД) — один из 16 территориальных филиалов ОАО «Российские железные дороги», обслуживающий железнодорожные линии Южного и Северо-Кавказского федеральных округов России, от Азовского и Чёрного морей на западе до Каспийского моря на востоке. Дорога проходит по территориям следующих субъектов РФ: Республики Калмыкия, Республики Дагестан, Чеченской Республики, Республики Ингушетия, Республики Адыгея, Карачаево-Черкесской республики, Ставропольского края, Краснодарского края, Кабардино-Балкарской республики, Республики Северная Осетия — Алания и Ростовской области. В 1971 году дорога награждена орденом Ленина.
Управление СКЖД находится в городе Ростове-на-Дону.

## История

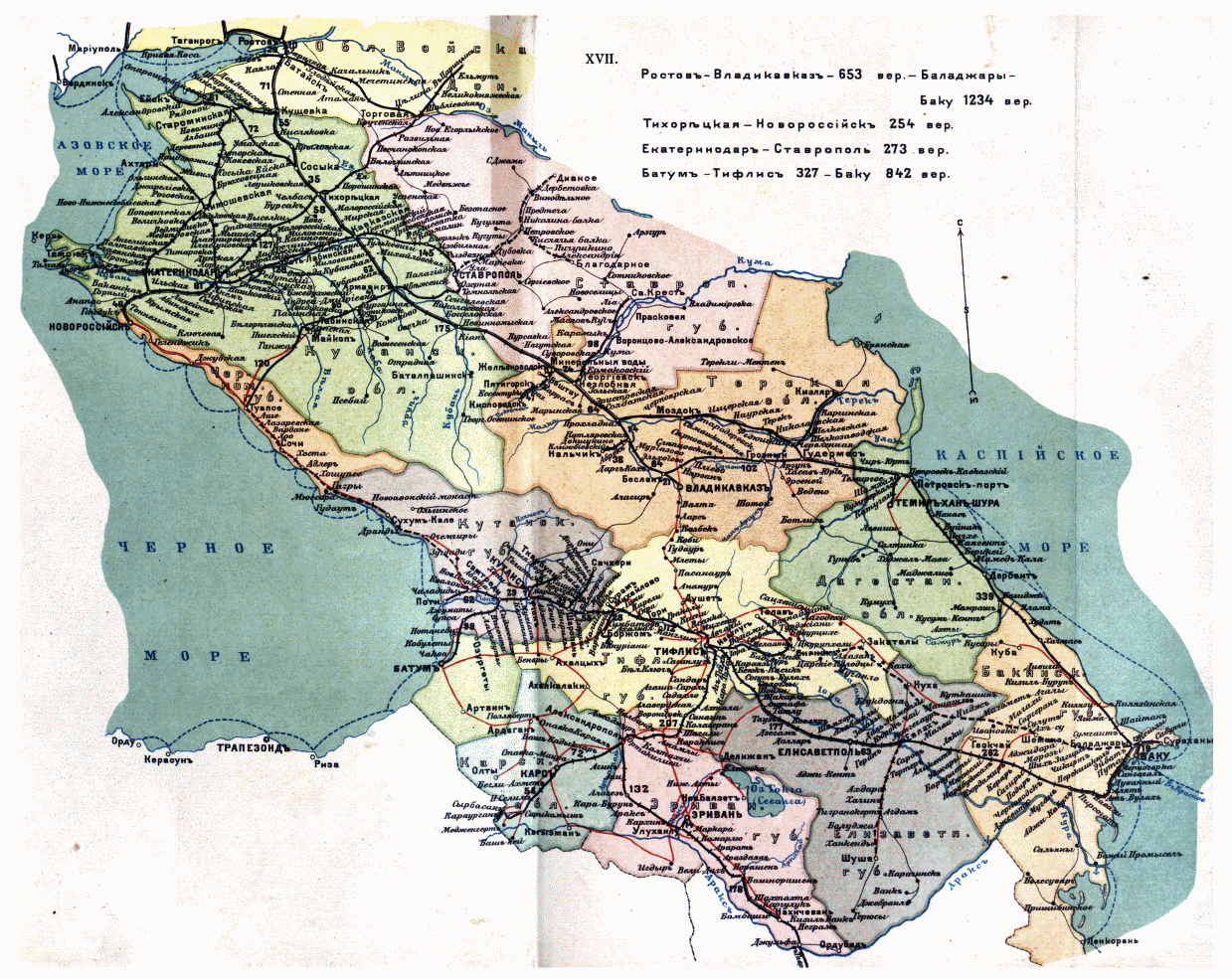
Карта железных дорог Кавказа с перспективными участками, 1918 год

Строительство железной дороги на Северном Кавказе началось в 1861 году с прокладки линии Шахтная — Аксай. Затем были построены участки Зверево — Шахтная (1871 год), Аксай — Ростов (1875 год), Ростов — Владикавказ (1872—1875), Тихорецкая — Екатеринодар — Новороссийск (1884—1888), Царицын — Тихорецкая (1899).
С выходом дороги к порту резко возросли потоки зерна на экспорт, что придало дополнительный толчок развитию дороги. В начале XX века введены в эксплуатацию участки: Кавказская — Краснодар (1901 год), Батайск — Азов, Сосыка-Ейская — Ейск (Ейская железная дорога), Армавир — Майкоп (1911 год), Белореченская — Туапсе (1912 год), Краснодар — Ахтари, Крымская — Тимашёвская — Кущёвка (1914 год), Батайск — Торговая, Прохладная — Гудермес (1915 год), Ставрополь — Винодельное (1916 год). К октябрю 1917 года общая длина дороги составляла 5000 вёрст.
По постановлению СТО от 12 июля 1922 года, после национализации частных железных дорог было образовано управление Северо-Кавказских железных дорог.
С 1 января 1923 года были образованы Линейные Отделы Кавказского округа путей сообщения. В них входили участки бывших Владикавказской, Черноморско-Кубанской, Армавир-Туапсинской, Черноморо-Побережной и Ейской железных дорог. Все эти железные дороги на 1.01.1924 года находились в составе Северо-Кавказских железных дорог.
В 1928 году введён в эксплуатацию участок железной дороги Петровское Село — Благодарное, протяжённостью 67 км.
В 1929 году введён в эксплуатацию участок Туапсе — Адлер с ветвью на Мацесту, протяжённостью 108 км. В том же 1929 году был введён в эксплуатацию участок железной дороги Невинномысская — Черкесск, протяжённостью 48 км.
В 1930 году завершено строительство и начато движение поездов на участке Винодельное — Дивное, протяжённостью 40 км.
В 1931 году построен участок Ростов — Хапры, через Темерник, протяжённостью 20 км.
В 1935 году Северо-Кавказские железные дороги были разъединены на Северо-Кавказскую (город Орджоникидзе) и Азово-Черноморскую (город Ростов-на-Дону) железные дороги. В 1936 году Азово-Черноморская железная дорога была переименована в железную дорогу имени К. Е. Ворошилова, а в 1937 году Северо-Кавказская железная дорога стала именоваться Орджоникидзевской железной дорогой.

Сотрудники управления СКЖД, погибшие на фронтах войны

Во время Великой Отечественной войны на дороге были построены линии: в 1942 году Кизляр — Трусово, протяжённостью 340 км, в 1943 году участок Адлер — Бзыбь, протяжённостью 47 км. В 1943 году железная дорога имени К. Е. Ворошилова переименована в Северо-Кавказскую железную дорогу
В 1946 году в состав Северо-Кавказской железной дороги было передано Сальское отделение дороги, ранее входившее в состав Сталинградской железной дороги. Таким образом, в 1946 году в состав Северо-Кавказской железной дороги входило 8 отделений (Ростовское, Сальское, Шахтинское, Краснодарское, Тимашевское, Тихорецкое, Кавказское и Ставропольское). В том же году в составе Орджоникидзевской железной дороги было 5 отделений (Минераловодское, Прохладненское, Грозненское, Махачкалинское и Кизлярское).
В связи со строительством Цимлянского гидроузла и водохранилища, были построены участки железной дороги с севера от станции Морозовская до станции Цимлянская, протяжённостью 89 км (ввод в эксплуатацию осенью 1949 года) и с юга от станции Куберле до станции Добровольская, протяжённостью 66 км (введён в эксплуатацию в апреле 1950 года). Официально оба участка Морозовская — Цимлянская и Куберле — Добровольская введены в эксплуатацию в 1951 году.
После окончания строительства железнодорожного полотна на плотине Цимлянского гидроузла, летом 1952 года станции Добровольская и Цимлянская были соединены. С этого момента началось регулярное движение поездов на обоих участках от Куберле до Морозовской. Оба участка новой ж.д. линии находились в составе Сталинградской железной дороги. При этом, линия Морозовская — Цимлянская входила в состав Морозовского, а Куберле — Добровольская в состав Котельниковского отделений дороги.
В 1951 году введён в эксплуатацию участок железной дороги Лабинская — Шедок, протяжённостью 52 км.
В мае 1953 года Сталинградская железная дорога была упразднена и вошла в состав Приволжской дороги, при этом участок Цимлянская — Морозовская вошёл в состав Лиховского отделения Юго-Восточной дороги, а участок Куберле — Добровольская вошёл в состав Сальского отделения Северо-Кавказской железной дороги. Также, в состав Северо-Кавказской железной дороги вошло Котельниковское отделение с границами Абганерово (искл.) — Зимовники (вкл.).
С мая 1953 года в состав Северо-Кавказской железной дороги входило 10 отделений (Ростовское, Сальское, Котельниковское, Шахтинское, Краснодарское, Тимашовское, Тихорецкое, Кавказское, Ставропольское и Туапсинское). В составе Орджоникидзевской железной дороги действовало 5 отделений (Минераловодское, Прохладненское, Грозненское, Кизлярское и Махачкалинское).
В июле 1959 года Северо-Кавказская и Орджоникидзевская железные дороги были объединены в единую Северо-Кавказскую железную дорогу. Одновременно с объединением двух дорог, произошли структурные преобразования отделений путём их укрупнения. Так, Тимашевское отделение вошло в состав Краснодарского, Шахтинское в состав Ростовского, Тихорецкое в состав Кавказского, Котельниковское в состав Сальского, Прохладненское в состав Минераловодского и Кизлярское в состав Грозненского отделений Северо-Кавказской дороги.
В составе объединённой Северо-Кавказской железной дороги (на июль 1959 года) было 9 отделений дороги: Ростовское (Ростов-Главный), Кавказское (Кавказская),Минераловодское (Минеральные Воды), Туапсинское (Туапсе-Пассажирская), Грозненское (Грозный), Махачкалинское (Махачкала II-Порт), Краснодарское (Краснодар I), Сальское (Сальск), Ставропольское (Ставрополь).
В феврале 1962 года из состава Сальского отделения Северо-Кавказской железной дороги участок Котельниково — Абганерово был передан в состав Волгоградского отделения Приволжской железной дороги.
В 1969 году была построена новая железнодорожная линия Дивное — Элиста, протяжённостью 102,7 км, которая находилась в составе Ставропольского отделения дороги.
В 1972 году был построен участок железной дороги Зверево — Краснодонецкая, протяжённостью 72,5 км, структурно вошла в состав Ростовского отделения дороги.
В 1975 году был введён в эксплуатацию участок железной дороги Краснодар — Туапсе, протяжённостью 39,2 км (от станции Энем до станции Саратовская) и структурно входил в состав Краснодарского отделения дороги.
В 1977 году открыта новая железнодорожная линия Анапа — Юровский, протяжённостью 29,6 км, структурно вошла в состав Краснодарского отделения дороги.
В 1978 году введён в эксплуатацию участок Краснодар — Туапсе, протяжённостью 101,6 км (от станции Саратовская до станции Кривенковская).
В 1983 году был построен западный обход Ростовского узла, протяжённостью 16,3 км.
В 1987 году построена железнодорожная линия Благодарное — Будённовск, протяжённостью 72,7 км.
В 1987 году в состав Северо-Кавказской железной дороги было передано Лиховское отделение дороги, ранее входившее в состав Юго-Восточной железной дороги.
В апреле 1987 года Ставропольское отделение дороги было преобразовано в подотдел и структурно вошло в состав Минераловодского отделения дороги.
В конце 1989 году была построена железнодорожная линия Песчанокопская — Красная Гвардия, протяжённостью 56,8 км, структурно вошла в состав Сальского отделения дороги.
В связи с развалом СССР, в 1991 году участок Успенская — Марцево вошёл в состав Ростовского отделения дороги, ранее входивший в состав Донецкой железной дороги.
В 1993 году был построен новый участок железной дороги от станции Красная Гвардия до станции Передовая, протяжённостью 56 км, структурно входивший в состав Минераловодского отделения дороги.
В связи с боевыми действиями на территории Чеченской Республики, в 1997 году была построена новая железнодорожная линия в обход указанной территории от станции Кизляр до станции Сулак (Махачкалинского отделения дороги).
В период с 1987 по 1997 годы в состав Северо-Кавказской железной дороги входило 9 отделений:
- Ростовское НОД-1 (Ростов-на-Дону, станция Ростов-Главный);
- Кавказское НОД-2 (Кропоткин, станция Кавказская), упразднено в 1997 году и включено в состав Краснодарского отделения;
- Минераловодское НОД-3 (Минеральные Воды), в состав отделения входил Ставропольский подотдел;
- Туапсинское НОД-4 (Туапсе, станция Туапсе-Пассажирская), упразднено в 1997 году и включено в состав Краснодарского отделения;
- Грозненское НОД-5 (Грозный);
- Махачкалинское НОД-6 (Махачкала, станция Махачкала II-Порт);
- Краснодарское НОД-7 (Краснодар, станция Краснодар I);
- Сальское НОД-8 (Сальск), в 1997 году было преобразовано в Сальский подотдел, и структурно вошло в состав Ростовского отделения;
- Лиховское НОД-9 (станция Лихая, посёлок Лиховской Каменского района), в 1997 году упразднено и включено в состав Ростовского отделения.

С 1997 года и до 1 августа 2010 года в состав дороги входило 5 отделений со следующей нумерацией: Ростовское (НОД-1), Краснодарское (НОД-2), Минераловодское (НОД-3), Махачкалинское (НОД-4) и Грозненское (НОД-5).
В 2013 году в рамках подготовки и проведения XXII зимних Олимпийских игр в городе Сочи, были построены новые железнодорожные линии: Адлер — Аэропорт, протяжённостью 3 км и Имеретинский Курорт — Роза Хутор, протяжённостью 48 км.
В сентябре 2017 года была построена новая железнодорожная линия в обход территории Украины от станции Боченково до станции Журавка (в границах Северо-Кавказской дороги участок Боченково — Сохрановка, протяжённостью 67 км), остальной участок от станции Сохрановка до станции Журавка, протяжённостью 54 км находится в составе Юго-Восточной железной дороги.
В феврале 2019 года открыта новая линия железной дороги Козырьки — Гречаная, протяжённостью 65 км.

### Хронология электрификации
Электрификация дороги начинается с участков Минеральные Воды — Кисловодск и Бештау — Железноводск, электрифицированных в 1936 году постоянным током с напряжением 1,5 кВ, в 1964 и 1956 годах соответственно напряжение на этих участках повышается до 3 кВ., однако уже в 2006 году все указанные участки переведены на переменный ток, напряжением 25 кВ.
Электрификация постоянным током
Электрификация постоянным током (3 кВ) продолжается: в 1956 году участок Весёлое — Сочи, в 1957 году участок Белореченская — Туапсе, в 1958 году участок Сочи — Туапсе, в 1978 году участок Туапсе — Горячий Ключ, в 2013 году участок Адлер — Аэропорт.
Электрификация переменным током (напряжением 25 кВ):
- 1961 год: Таганрог — Марцево — Ростов; и Ростовский жд узел
- 1962 год: Лихая — Ростов — Армавир — Невинномысская и Армавир — Белореченская;
- 1963 год: Невинномысская — Минеральные Воды;
- 1966 год: Батайск — Азов;
- 1967 год: Белореченская — Майкоп и Горная — Новошахтинск;
- 1968 год: Лесостепь — Усть-Донецкая;
- 1970 год: Майкоп — Хаджох;
- 1972 год: Батайск — Краснодар и Беслан — Орджоникидзе;
- 1975 год: Минеральные Воды — Прохладная и Краснодар — Шенджий;
- 1976 год: Прохладная — Гудермес (после боевых действий на территории Чеченской республики на участке ж.д. Стодеревская — Гудермес контактная сеть демонтирована, на этом участке движение поездов осуществляется тепловозной тягой);
- 1977 год: Червлённая-Узловая — Махачкала (после боевых действий на территории Чеченской республики на участке Червлённая-Узловая — Хасав-Юрт контактная сеть демонтирована, на этом участке движение поездов осуществляется тепловозной тягой)
- 1978 год: Шенджий — Горячий Ключ, Грозный — Гудермес (после боевых действий на территории Чеченской республики на участке Грозный — Гудермес контактная сеть демонтирована, на этом участке движение поездов осуществляется тепловозной тягой) и Махачкала — Дербент;
- 1981 год: Грозный — Алды; (после боевых действий на территории Чеченской республики контактная сеть демонтирована, на этом участке движение поездов осуществляется тепловозной тягой);
- 1982 год: Кавказская — Гетмановская;
- 1983 год: обход Ростовского узла;
- 1984 год: Прохладная — Беслан;
- 1986 год: Грозный — Беслан (после боевых действий на территории Чеченской республики на участке ж.д. Грозный — Слепцовская движение поездов прекращено (ж.д. полотно вместе с контактной сетью демонтированы);
- 1987 год: Тимашёвская — Протока;
- 1988 год: Протока — Крымская;
- 1990 год: обход Батайского узла;
- 1991 год: Котляревская — Нальчик;
- 1994 год: Энем — Крымская — Новороссийск;
- 1999 год: Краснодар — Тихорецкая и Краснодар — Кавказская;
- 2000 год: Тихорецкая — Сальск;
- 2001 год: Сальск — Котельниково и Крымская — Грушёвая;
- 2006 год: Минеральные Воды — Кисловодск и Бештау — Железноводск (переведены с постоянного тока);
- 2013 год: Адлер — Роза Хутор;
- 2017 год: Боченково — Сохрановка; (Железнодорожная линия в обход Украины)
- 2019 год: Козырьки — Гречаная (обход Краснодарского узла), Анапа — Юровский — Разъезд 9 км и Юровский — Тамань-Пассажирская.

## Границы
- Приволжская железная дорога (Котельниково искл., Олейниково искл., Морозовская вкл.)
- Юго-Восточная железная дорога (ст. Сохрановка вкл. (участок в обход Украины))
- Крымская железная дорога (ст. Тамань-Пассажирская)
- Азербайджанские железные дороги (Самур — Ялама)
- Абхазская железная дорога (Весёлое — Псоу)
- Донецкая железная дорога (Гуково — Красная Могила, Успенская — Квашино)

## Структура

#### Регионы
1. Ростовский регион (эксплуатационная длина — 1 941,6 км).
2. Краснодарский регион (эксплуатационная длина — 1 513,4 км).
3. Минераловодский регион (эксплуатационная длина — 1 362,4 км).
4. Махачкалинский регион (эксплуатационная длина — 601,7 км).
5. Грозненский регион (эксплуатационная длина — 304,1 км).
6. Туапсинский регион (эксплуатационная длина — 789,4 км). С июля 2020 года выделен из структуры Краснодарского региона.

#### Центры организации работы железнодорожных станций
1. Ростовский (г. Ростов-на-Дону);
2. Сальский (г. Сальск);
3. Краснодарский (г. Краснодар);
4. Минераловодский (г. Минеральные Воды);
5. Грозненский (г. Грозный);
6. Махачкалинский (г. Махачкала)
7. Туапсинский (г. Туапсе).

#### Другие предприятия дороги
В числе предприятий подчинения Северо-Кавказской железной дороги состоят Владикавказская детская железная дорога (г. Владикавказ) и Ростовская детская железная дорога (г. Ростов-на-Дону).
Северо-Кавказская железная дорога выполняет очень важную транспортную задачу, обеспечивая выход грузопотоков на Российские черноморские порты: Туапсе, Новороссийск. Важную роль для всей России в летний и осенний сезон играют пассажирские перевозки, осуществляемые дорогой к таким курортам, как Сочи, Туапсе, Анапа, Кисловодск, Ейск, Горячий Ключ.

#### Основные железнодорожные узлы
Ростов-Главный, Сальск, Батайск, Лихая, Краснодар I, Краснодар-Сортировочный, Кавказская, Тихорецкая, Тимашёвская-1, Крымская,Туапсе, Армавир-Ростовский, Белореченская, Адлер, Минеральные Воды, Гудермес, Махачкала-II-Порт.

## Основные показатели работы дороги
Эксплуатационная длина дороги — 6 512,6 км, численность сотрудников — 49 242 человека.
За 1-е полугодие 2020 года на Северо-Кавказской железной дороге:
Перевезено грузов — более 83 млн тонн.
Перевезено пассажиров:
- в дальнем сообщении — 2,3 млн человек,
- в пригородном сообщении — 7,7 млн человек.

## Развитие и перспективы

### Реконструкция линий
На Северо-Кавказской железной дороге реализуется программа «Комплексная реконструкция участка Котельниково — Тихорецкая — Кореновск — Тимашевская — Крымская с обходом Краснодарского узла» и «Комплексная реконструкция участка 9 км — Юровский — Анапа — Темрюк — Кавказ», призванные расширить пропускную способность магистрали Волгоград — порты Таманского полуострова.
- Закончено строительство второго главного пути на линии Котельниково — Сальск — Тихорецкая;
- Окончена реконструкция и строительство второго пути на линии 9 км — Юровский;
- Завершено строительство подходов и железнодорожного моста через Керченский пролив;
- Осуществлена электрификация участка Станция Разъезд 9 км — Анапа;
- 6 февраля 2019 года открыто движение грузовых поездов к портам Азово-Черноморского бассейна в обход Краснодара на новом 65-километровом участке Козырьки — Гречаная с двумя грузовыми станциями Кирпили́ и Бейсужёк[13].
- Продолжается строительство второго пути на линии Тимашевская — Крымская.
- В 2021 году планируется завершение строительства вторых путей на четырёх перегонах Северо-Кавказской магистрали: Тихорецкая — Газырь, Газырь — Бурсак, Бурсак — Выселки, Выселки — Козырьки
- С целью дальнейшего развития подходов к портам Азово-Черноморского бассейна в 2021 году предусмотрено проектирование вторых путей на участках Энем — Кривенковская (перегоны Чинары — Чилипси, Чилипси — Кривенковская) и Краснодар — Крымская (перегоны Афипская — Северская, Северская — Ильская, Абинская — Крымская)[14].

### Реконструкция станции Сальск
В соответствии с распоряжением Правительства Российской Федерации от 30 января 2020 г. № 148-р, внесены изменения, которые вносятся в схему территориального планирования Российской Федерации в области федерального транспорта (железнодорожного, воздушного, морского, внутреннего водного транспорта) и автомобильных дорог федерального значения. Согласно этому, пунктом 79 разделе I, в подразделе «Строительство дополнительных главных путей, развитие существующей инфраструктуры на участках» внесена станция Сальск, где предусмотрена её реконструкция с пропускной способностью 269 пар поездов в сутки. На станции Сальск предполагается строительство нового приёмо-отправочного парка. Сроки реализации проекта сдвинуты. Начало строительных работ планируется на 2024 год.
Параллельно в Сальске ведётся строительство нового железнодорожного вокзала. Это будет двухэтажное здание площадью около 2,5 тыс. м². На первом этаже разместится зал ожидания и кассовый блок, на втором — дополнительный зал ожидания и служебные помещения. Ввод объекта был запланирован на 3-й квартал 2021 года, однако, в связи с отсутствием финансирования, сроки окончания строительно-монтажных и отделочных работ по вокзальному комплексу неизвестны.

### Перспективы до 2030 года
В соответствии с программой «О стратегии развития ЖД транспорта России до 2030 года» предусматривается:
строительство социально-значимых железнодорожных линий:
- Будённовск — Нефтекумск — Кизляр (обеспечение устойчивых транспортных связей отдельных населённых пунктов района тяготения)
- Кисловодск — Черкесск — Адлер (соединение курортных зон Черноморского побережья и Северного Кавказа)
- Котляревская — Галашки (социально-экономическое развитие Республики Ингушетия)
- Лихая — Донецк Ростовской области (социально-экономическое развитие г. Донецка Ростовской области)
- Ставрополь— Невинномысск (для оптимизации транспортной связи г. Ставрополя с курортной зоной г. Минеральные Воды)

строительство технологических железнодорожных линий:
- обход г. Беслана (вынос движения поездов с транзитными опасными грузами за пределы города).

строительство скоростных железнодорожных линий:
- Ставрополь — Минеральные Воды — Кисловодск
- Кисловодск — Минеральные Воды — аэропорт Минеральные Воды.

## Разобранные линии и участки без пассажирского сообщения
Разобранные железнодорожные линии:
- от станции Армавир-Туапсинский до станции Ставрополь-Ростовский (был разрушен в период Гражданской войны в России 1918—1922 годов, впоследствии не восстанавливался);
- от станции Ставрополь-Туапсинский до станции Старомарьевская
- от станции Кущёвка до станции Староминская-Тимашёвская (был разрушен в годы Великой Отечественной войны 1941—1945 годов, впоследствии не восстанавливался);
- от станции Песчанокопская до станции Красная Гвардия (в 1997 году была законсервирована и впоследствии полностью разобрана);
- от станции Сосыка-Ейская до станции Уманская (в 1990-х годах участок был законсервирован и в настоящее время полностью разобран);
- от станции Слепцовская до станции Грозный (был разобран в годы Чеченских войн, впоследствии не восстанавливался).

Участки дороги без пассажирского сообщения:
- от станции Курганная до станции Шедок (ответвление от линии Армавир — Туапсе);
- от станции Комсомольская до станции Апшеронская (ответвление от линии Армавир — Туапсе);
- от станции Дарг-Кох до станции Алагир (ответвление от линии Котляревская — Беслан);
- от станции Светлоград до станции Будённовск (ответвление от линии Палагиада — Элиста);
- от станции Георгиевск до станции Незлобная (ответвление от линии Минеральные Воды — Прохладная);
- от станции Шамхал до станции Буйнакск (ответвление от линии Кизилюрт — Махачкала);
- от станции Тимашёвская до станции Ахтари (ответвление от линии Крымская — Староминская);
- от станции Тарки до станции Каспийск (ответвление от линии Махачкала — Дербент)
- от станции Крымская до станции Грушёвая (ответвление от линии Энем — Новороссийск);
- от станции Передовая до станции Красная Гвардия (ответвление от линии Кавказская — Палагиада);
- от станции Назрань до станции Слепцовская (на всей линии);
- от станции Скачки до станции Промышленная (ответвление от линии Минеральные Воды — Кисловодск);
- от станции Черкесск до станции Джегута (на всей линии);
- от станции Шептуховка до станции Чертково (на всей линии);
- от станции Лихая до станции Гуково (на всей линии);
- от станции Миллерово до разъезда 122 км (на всей линии).
- от станции Красная Стрела до станции Темрюк.

## Фотогалерея

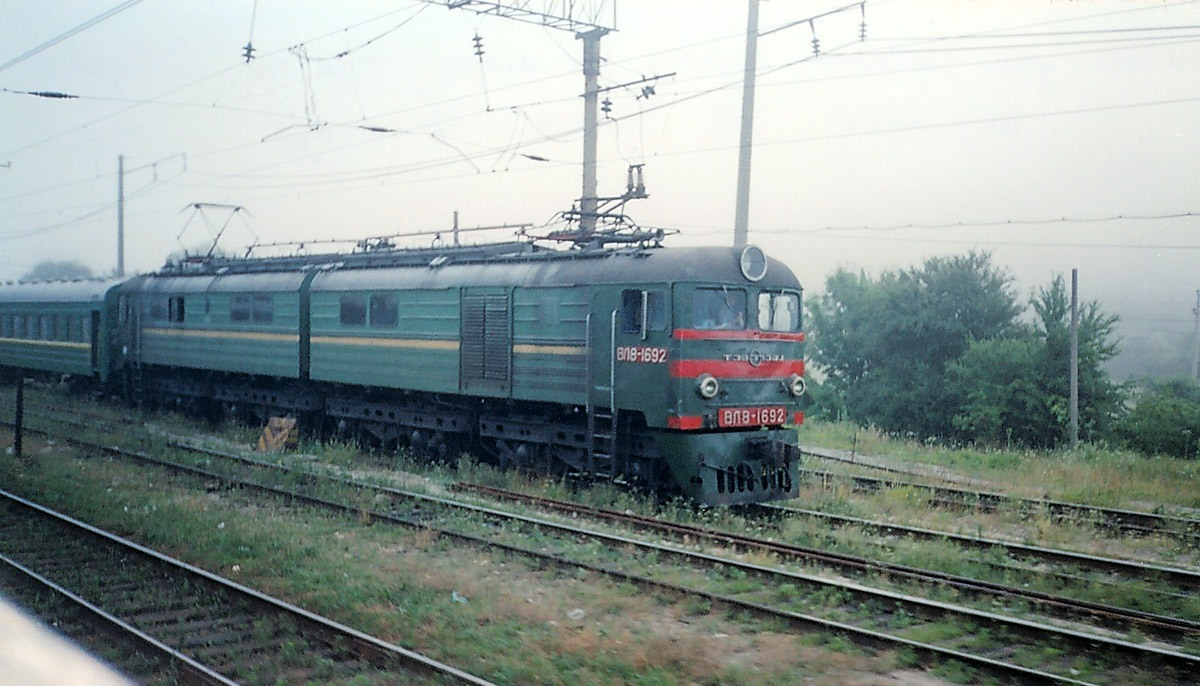
Электровоз ВЛ8-1692 с поездом около Туапсе
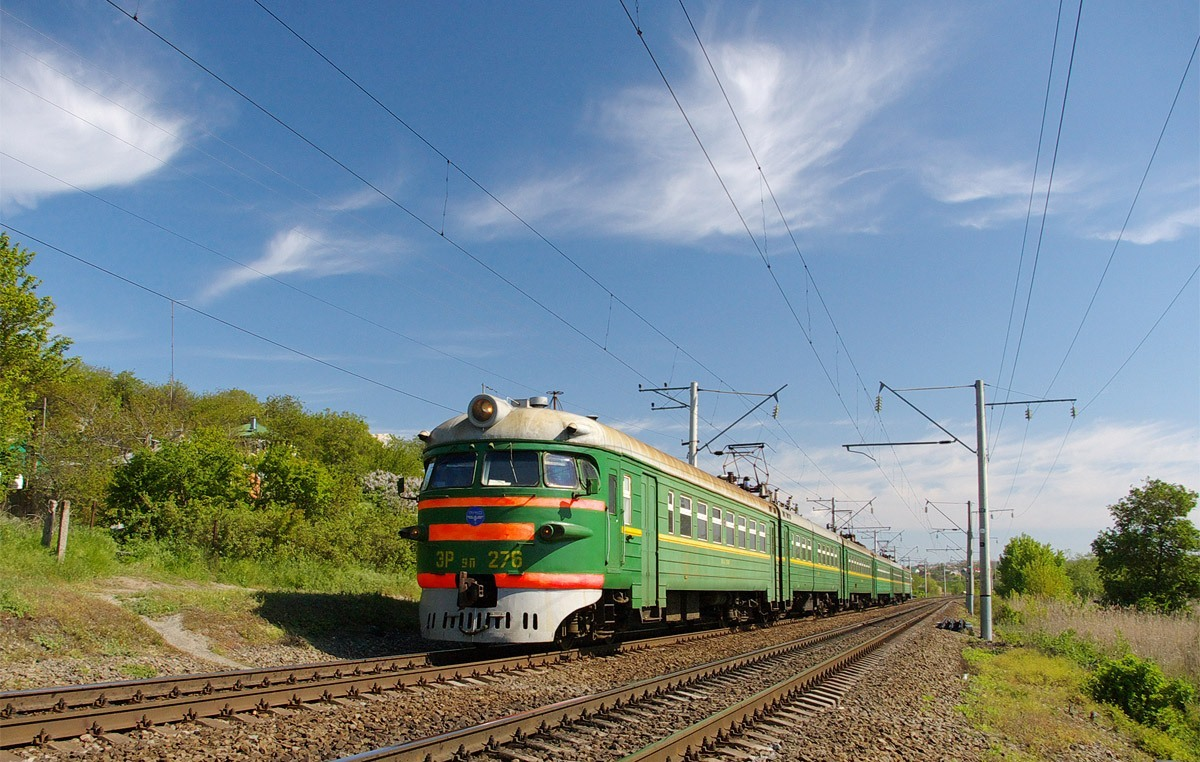
Электропоезд ЭР9П-276, участок Берданосовка — Большой Лог
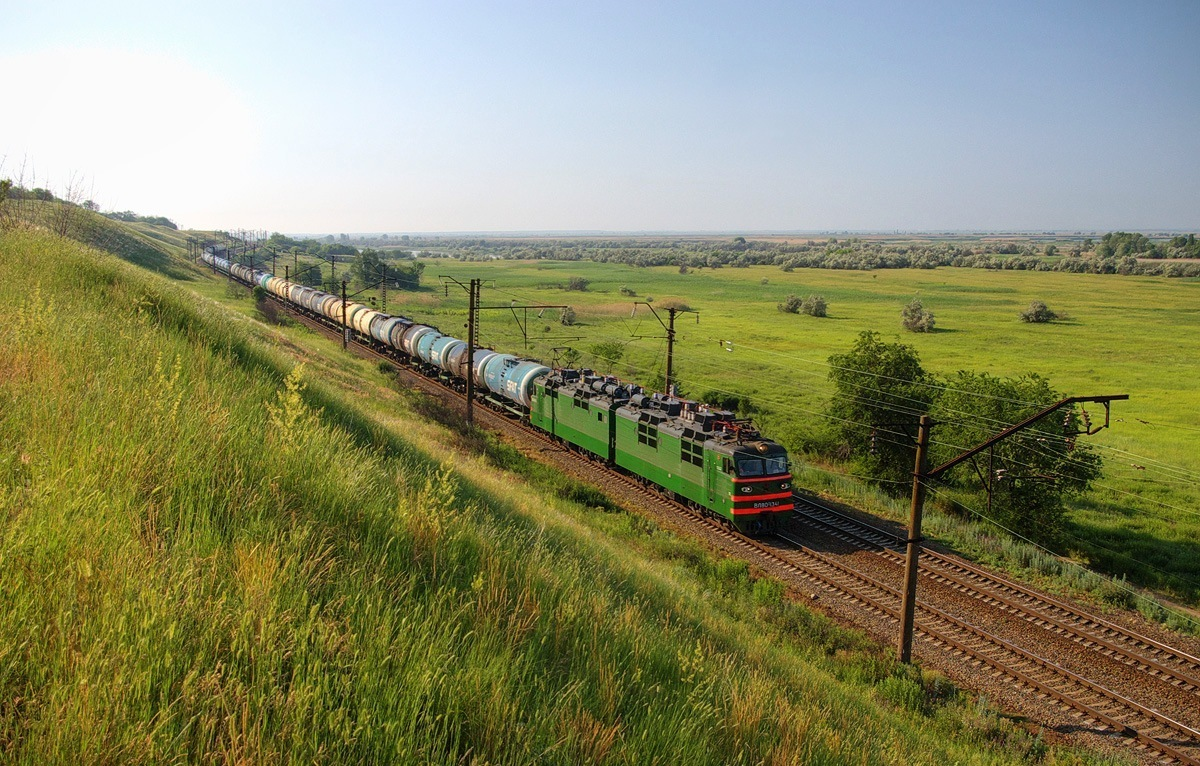
Электровоз ВЛ80Т-1341 с поездом
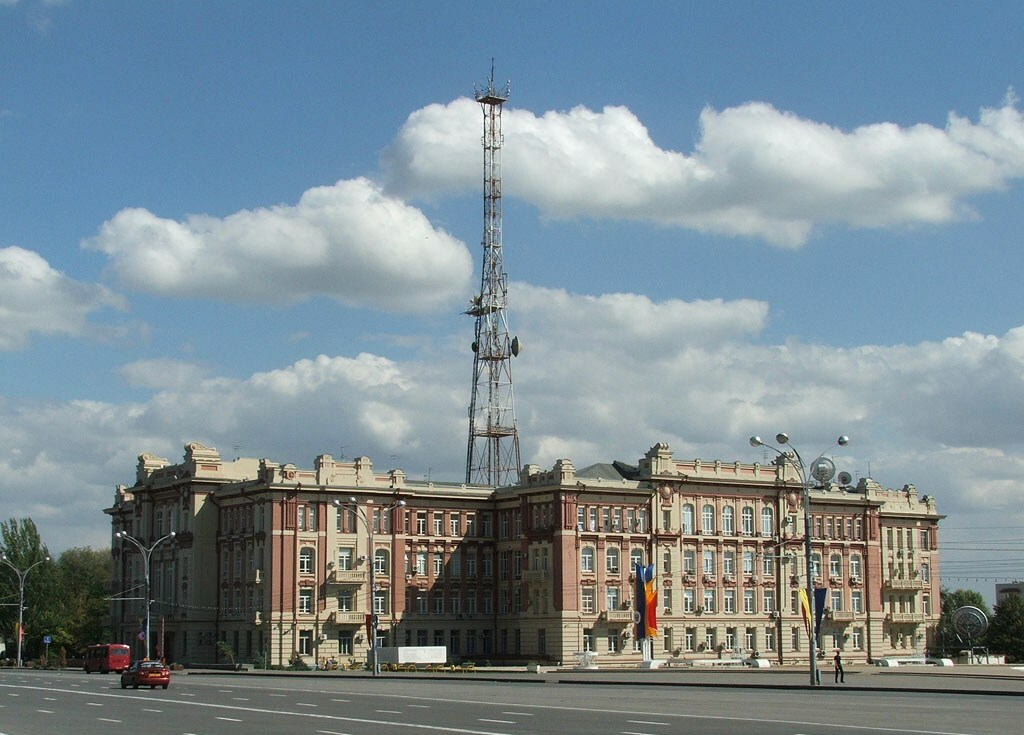
Здание управления Северо-Кавказской железной дороги
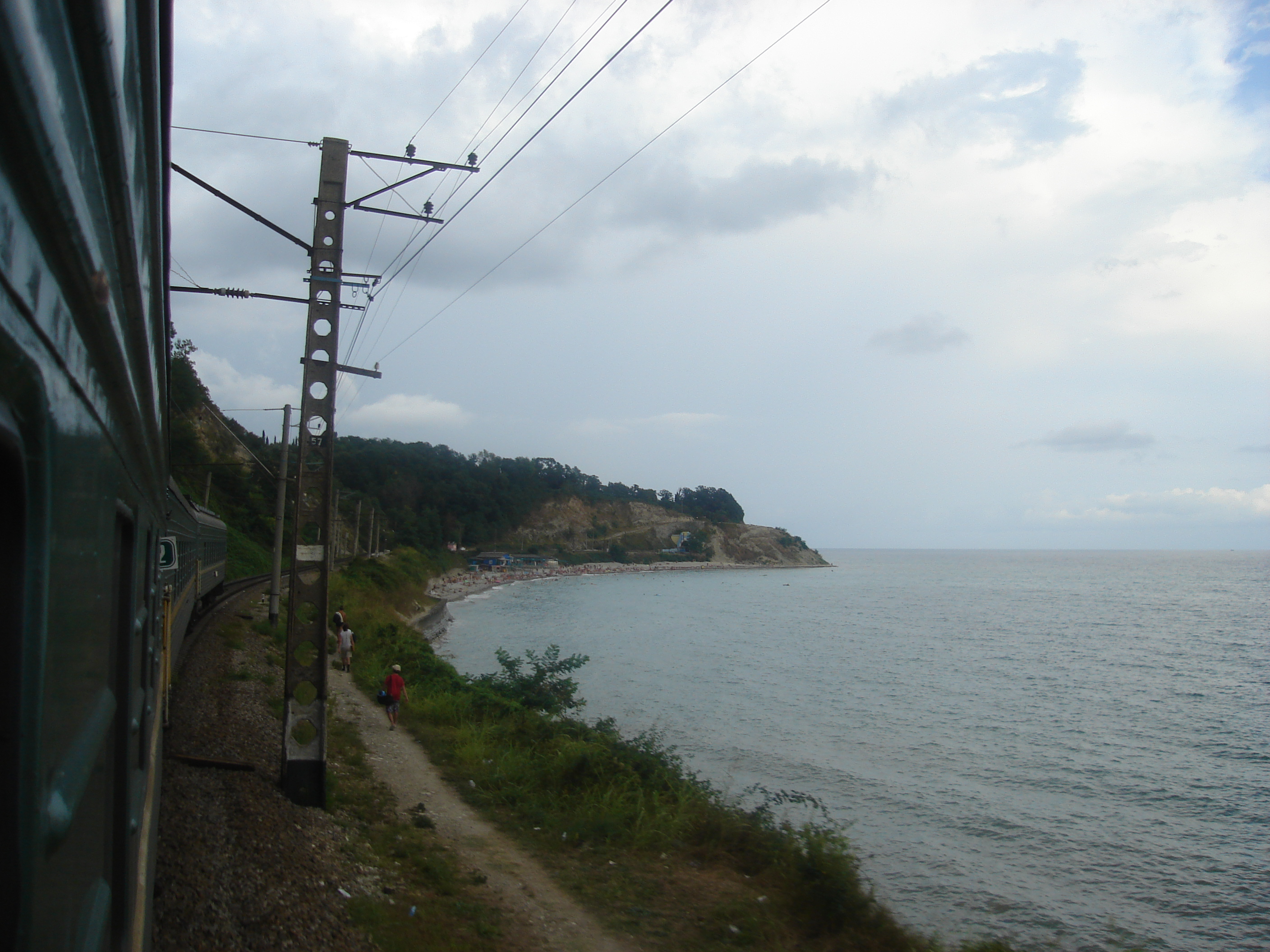
Поезд вдоль черноморского побережья
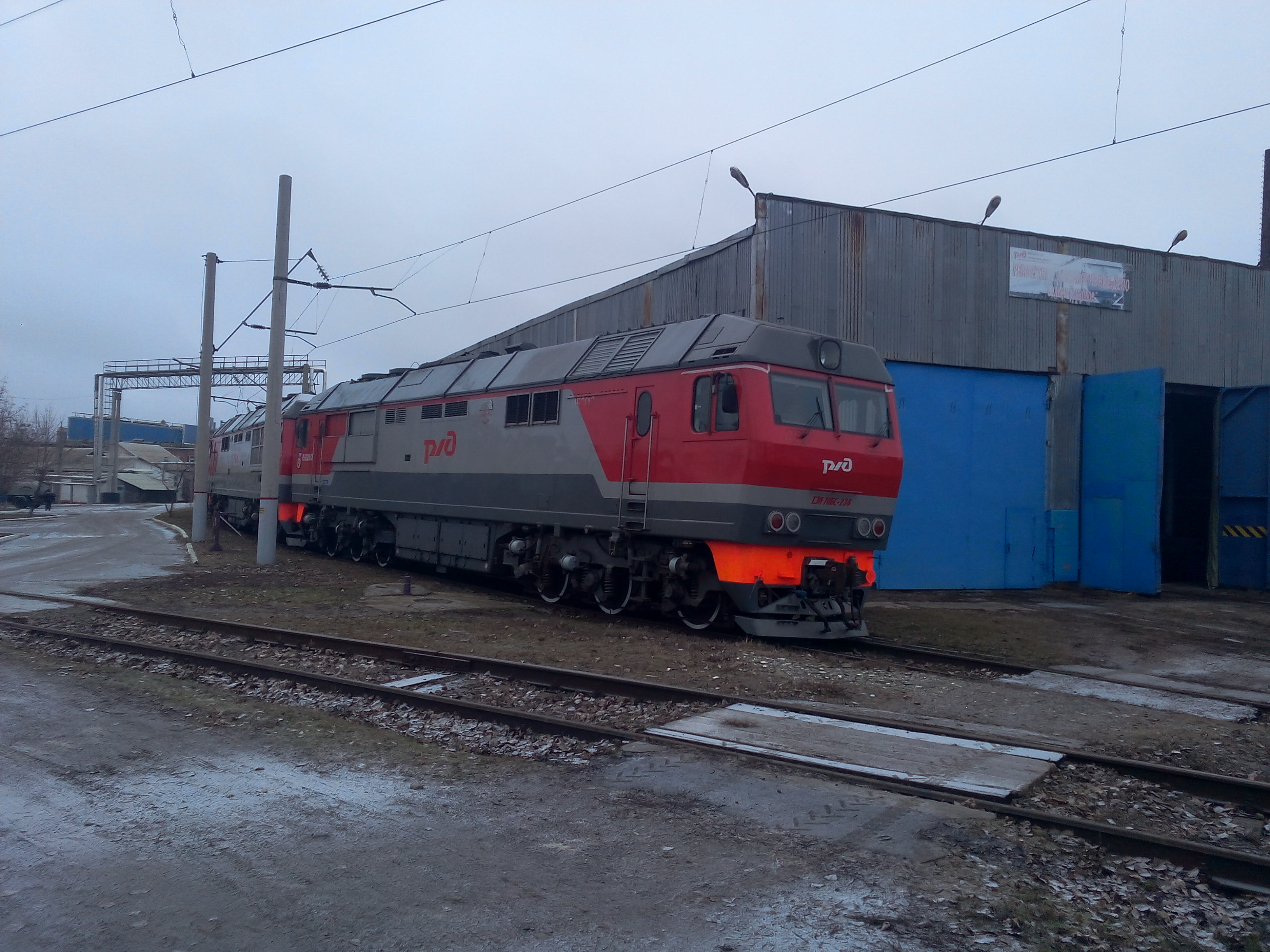
Тепловоз ТЭП70БС-238 в локомотивном депо Сальск

## Известные работники СКЖД
- Андреев Борис Михайлович, машинист локомотивного депо Краснодар Северо-Кавказской железной дороги. Герой Социалистического Труда (1959).
- Андреянченко Иван Сергеевич, старший помощник начальника станции Батайск Северо-Кавказской железной дороги. Почётный гражданин города Батайска, Почётный железнодорожник, Герой Социалистического Труда (1959).
- Безуглов Василий Тихонович, начальник отдела пути Кавказского отделения железной дороги, Герой Социалистического Труда (1943).
- Иванов Анатолий Васильевич, машинист-инструктор локомотивного депо Минеральные Воды, Герой Социалистического Труда (1959).
- Котляренко Фёдор Макарович, в 1980—1995 годах был начальником Северо-Кавказской железной дороги, заслуженный работник транспорта, почётный железнодорожник, академик Академии транспорта, профессор Ростовского государственного университета путей сообщения.
- Мазуров Константин Герасимович, начальник станции Батайск Северо-Кавказской железной дороги с 1941 по 1948 годы, Герой Социалистического Труда (1943). Почётный железнодорожник (удостоен четыре раза).
- Негребецкий Рюрик Викторович — начальник Сальского отделения Северо-Кавказской железной дороги (1979—1995), заслуженный работник транспорта Российской Федерации, Почётный железнодорожник, депутат Сальской городской думы города Сальска и Сальского района 1-го созыва. Награждён орденом Трудового Красного Знамени, серебряной и бронзовой медалями ВДНХ. Почётный гражданин города Сальска и Сальского района (1995).
- Носов Иван Елизарович, машинист-инструктор локомотивного депо Каменоломни Северо-Кавказской железной дороги, Герой Социалистического Труда (1959), Почётный железнодорожник, кавалер ордена Ленина, двух орденов Трудового Красного Знамени.
- Папура Андрей Фёдорович, в годы Великой Отечественной войны электромеханик Котляревской дистанции сигнализации и связи, в 1951—1967 годах был начальником Кизлярской дистанции сигнализации и связи. Почётный железнодорожник, Герой Социалистического Труда (1943).
- Радченко Михаил Иванович, машинист паровоза депо Гудермес. Герой Социалистического Труда (1943).
- Руденко Пётр Алексеевич, машинист паровоза (позже электровоза), Почётный работник железнодорожного транспорта, Герой Социалистического Труда (1982), Заслуженный работник транспорта" (1981), «Заслуженный работник транспорта РСФСР» (1982), «Почётный работник Северо-Кавказской железной дороги» (2003), Почётный гражданин города Батайска.
- Тимофеев Владимир Петрович, механик Прохладненской дистанции пути Северо-Кавказской железной дороги, Герой Социалистического Труда (1971).